# 花月22日法令
花月22日法令（法语：loi du 22 floréal an VI）是督政府于1798年5月11日（共和历6年花月22日）颁发的法令。该法令致使106名雅各宾派议员被剥夺了五百人院中的席位。